# Eupithecia devia
Eupithecia devia là một loài bướm đêm trong họ Geometridae.